# Fleisbachtal und Hindstein
Fleisbachtal und Hindstein este o arie protejată (arie specială de conservare — SAC, sit de importanță comunitară — SCI) din Germania întinsă pe o suprafață de 102,69 ha, integral pe uscat.

## Localizare
Centrul sitului Fleisbachtal und Hindstein este situat la coordonatele 50°37′37″N 8°17′05″E / 50.6269°N 8.2847°E.

## Înființare
Situl Fleisbachtal und Hindstein a fost declarat sit de importanță comunitară în iunie 2000 pentru a proteja 5 specii de animale. Situl a fost protejat și ca arie specială de conservare în martie 2008.

## Biodiversitate
Situată în ecoregiunea continentală, aria protejată conține 9 habitate naturale: Lacuri eutrofice naturale cu vegetație de tip Magnopotamion sau Hydrocharition, Cursuri de apă de la nivel de câmpie la nivel montan, cu vegetație Ranunculion fluitantis și Callitricho-Batrachion, Pajiști uscate europene, Formațiuni ierboase bogate în specii de Nardus, dezvoltate pe substraturi silicioase în zone montane (și în zone submontane, în Europa continentală), Pajiști cu Molinia pe soluri calcaroase, turboase sau argilos-nămoloase (Molinion caeruleae), Fânețe de joasă altitudine (Alopecurus pratensis, Sanguisorba officinalis), Păduri de fag Asperulo-Fagetum, Păduri pe pante, grohotișuri și ravene de Tilio-Acerion, Păduri aluvionare cu Alnus glutinosa și Fraxinus excelsior (Alno-Padion, Alnion incanae, Salicion albae).
La baza desemnării sitului se află mai multe specii protejate:
- păsări (1): codroșul de pădure (Phoenicurus phoenicurus)
- mamifere (1): liliac comun (Myotis myotis)
- nevertebrate (3): rădașcă (Lucanus cervus), phengaris nausithous (Maculinea nausithous), Maculinea teleius

Pe lângă speciile protejate, pe teritoriul sitului au mai fost identificate 8 specii de plante, 4 specii de mamifere, 4 specii de nevertebrate, 1 specie de reptile.